# 広島高等裁判所岡山支部
広島高等裁判所岡山支部（ひろしまこうとうさいばんしょおかやましぶ）は、岡山県岡山市にある広島高等裁判所の支部。略称は、広島高裁岡山支部（ひろしまこうさいおかやましぶ）。

## 所在地
- 岡山県岡山市北区南方1丁目8-2
  - 岡山地方裁判所、岡山家庭裁判所、岡山簡易裁判所が同居している。

## 沿革
- 1948年（昭和23年）10月1日 - 高等裁判所支部設置規則の一部を改正する規則の施行により岡山支部が設置[1]。
- 1948年（昭和23年）10月30日 開庁。
- 1950年（昭和25年）3月18日 岡山市天神町に旧庁舎が落成。
- 1979年（昭和54年）5月15日 岡山市南方へ移転。
- 2007年（平成19年）2月13日 現在の庁舎が落成し、業務開始。

## 管轄
- 岡山県全域

## 歴代支部長
任期の後ろは後職
- 植山日二（1948年10月1日 - 1952年2月24日 広島高裁部総括判事）
- 有地平三（1952年3月24日 - 1959年9月15日 徳島地家裁所長）
- 河相格治（1959年10月31日 - 1960年12月30日 広島高裁部総括判事）
- 柴原八一（1960年12月31日 - 1964年11月1日 釧路地家裁所長）
- 村木友市（1964年11月30日 - 1967年4月8日 依願免官）
- 渡辺雄（1967年4月12日 - 1969年6月30日 山口家裁所長）
- 竹島義郎（1969年8月15日 - 1970年9月6日 岡山家裁所長）
- 高橋正男（1970年9月7日 - 1971年12月9日 山口地裁所長）
- 藤原啓一郎（1971年12月15日 - 1973年4月30日 山口家裁所長）
- 辻川利正（1973年5月1日 - 1974年2月28日 岡山家裁所長）
- 渡邊忠之（1974年3月5日 - 1975年12月9日 長野地家裁所長）
- 加藤宏（1975年12月10日 - 1979年11月2日 依願免官）
- 福間佐昭（1979年11月2日 - 1982年6月23日 広島高裁部総括判事）
- 安井章（1982年6月24日 - 1984年3月31日 広島高裁部総括判事）
- 長久保武（1984年4月1日 - 1986年1月16日 松江地家裁所長）
- 渡辺伸平（1986年1月27日 - 1988年9月30日 山口地裁所長）
- 高山健三（1988年10月1日 - 1994年9月2日 定年退官）
- 川上美明（1994年9月3日 - 1995年4月1日 依願免官）
- 福嶋登（1995年4月1日 - 1997年3月8日 松江地家庭裁所長）
- 伊藤邦晴（1997年3月9日 - 1999年3月19日 定年退官）
- 妹尾圭策（1999年3月20日 - 1999年12月16日 大阪高裁部総括判事）
- 前川鉄郎（1999年12月17日 - 2003年12月18日 定年退官）
- 安原浩（2003年12月19日 - 2007年4月18日 松山家裁所長）
- 及川憲夫（2007年4月19日 - 2008年10月16日 福島家裁所長）
- 小川正明（2008年10月17日 - 2010年3月29日 前橋家裁所長）
- 高田泰治（2010年3月30日 - 2011年4月11日 依願免官）
- 山嵜和信（2011年4月11日 - 2012年9月25日 松江地家庭裁所長）
- 片野悟好（2012年9月26日 - 2015年9月10日 定年退官）
- 大泉一夫（2015年9月11日 - 2017年4月30日 熊本家裁所長）
- 松本清隆（2017年5月1日 - 2019年10月16日 依願免官）
- 橋本一（2019年6月11日 - 2020年12月22日 依願免官）
- 塩田直也（2020年12月22日 - 2021年12月31日 定年退官）
- 片山隆夫（2022年1月1日 - 2022年9月20日 長崎地家裁所長）
- 河田泰常（2022年9月21日 - 2024年4月29日 広島高裁部総括判事）
- 井上一成（2024年4月30日 - ）